# تومي يونغ (حكم)
تومي يونغ (بالإنجليزية: Tommy Young)‏ هو حكم أمريكي، ولد في 9 يوليو 1947.